# Hideaki
Hideaki ist ein japanischer männlicher Vorname.

## Bekannte Namensträger

### 秀明
- Hideaki Anno (* 1960), japanischer Filmregisseur

### 秀章
- Hideaki Ōmura (* 1960), japanischer Politiker
- Hideaki Wakui (* 1986), japanischer Baseballspieler

### 英明
- Hideaki Tomiyama (* 1957), japanischer Ringer
- Hideaki Yanagida (* 1947), japanischer Ringer

### 秀昭
- Hideaki Motoyama (1969–2009), japanischer Badmintonspieler

### 秀朗
- Hideaki Kitajima (* 1978), japanischer Fußballspieler